# Adolf Mayerl
Johann Adolf Mayerl (28. srpna 1884 Cheb – 23. září 1954 Schrobenhausen, Horní Bavorsko) byl německý sochař a keramik, činný převážně v Chebu a Františkových Lázních.

## Život
Narodil se v Chebu jako syn hrnčířského mistra a keramika Karla Mayerla, u kterého se vyučil v letech 1899–1900. Poté absolvoval keramickou školu v Teplicích a studoval sochařství na Akademii výtvarných umění v Praze u Josefa Myslbeka. Od roku 1905 působil jako nezávislý umělec v Chebu a po roce 1924 ve Františkových Lázních. Po roce 1945 byl na základě Benešových dekretů vyhnán z Československa a do své smrti žil v Schrobenhausenu.

## Dílo
Johann Adolf Mayerl je považován za nejvýznamnější uměleckou osobnost Chebu. Po studiu u Josefa Václava Myslbeka později navázal na monumentalizující heroismus Franze Metznera. Známá je jeho robustní plastika, znázorňující postavu kovářského dělníka, která představuje pokračování francouzské bourdelovské tradice. Jako dvoumetrová pískovcová socha byla vystavena ve dvacátých letech minulého století v Metznerově sále pražské Moderní galerie.
V Praze se Mayerl podílel na sochařské výzdobě budov postavených architektem Fritzem Lehmannem.

### Realizace

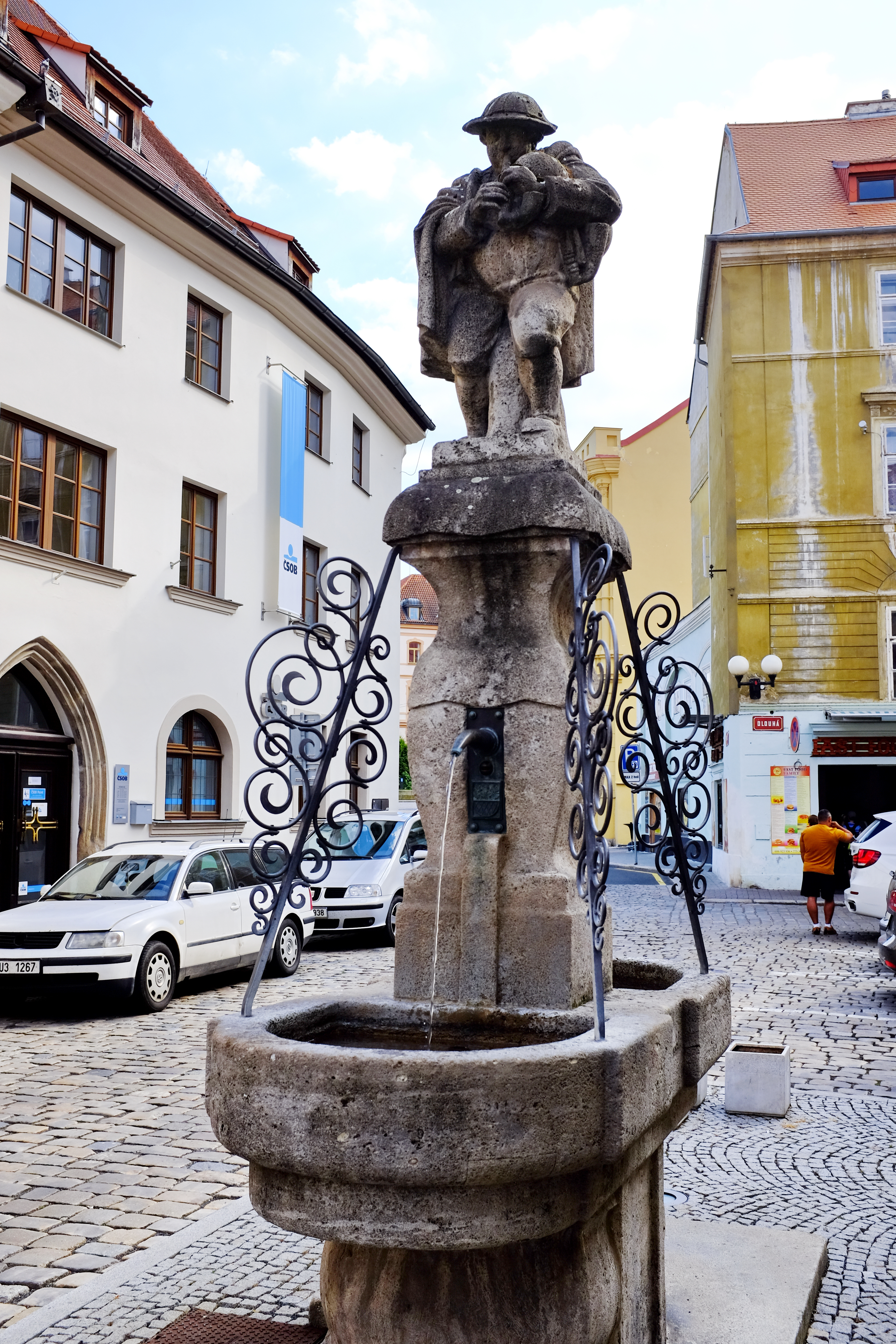
Dudácká kašna, Cheb

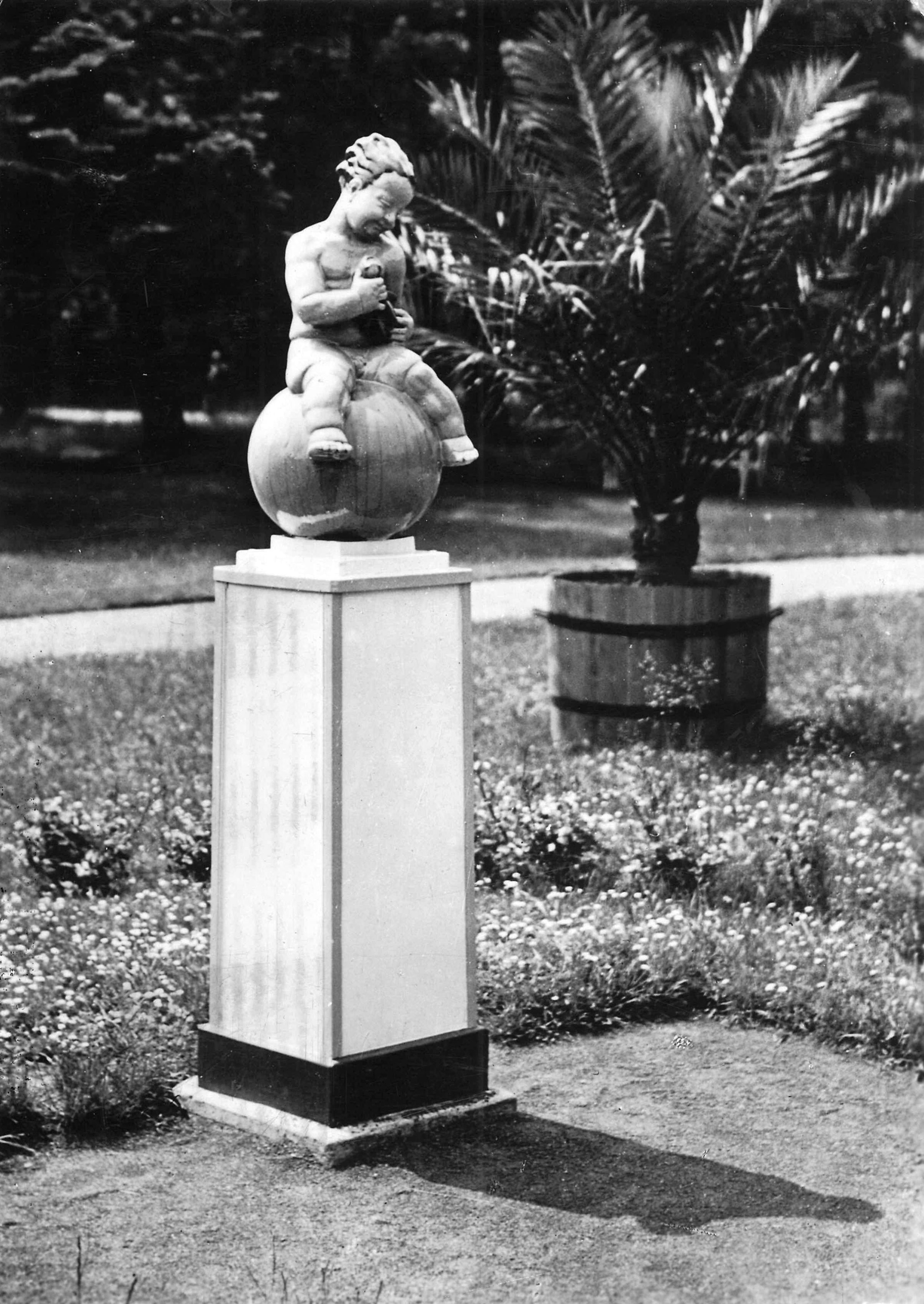
Mayerlův "Brunnenbuberl" ve Františkových Lázních na historickém snímku. V současnosti se plastika nachází v městském muzeu.

- Portrétní plastiky opatů kláštera Teplá
- Památníky císaře Františka Josefa II. v Meclově v západních Čechách a Jablonci nad Nisou
- Památník Wilhelma Müllera ve Františkových Lázních
- Sochařská výzdoba městského divadla ve Františkových Lázních (dnes divadlo B. Němcové)
- Výzdoba Sadové kavárny ve Františkových Lázních
- Sochařská výzdoba kašny Sadové kavárny (dnes před muzeem)
- Alegorie pramene, socha na vrcholu štítu Dvorany Glauberových pramenů ve Františkových Lázních, pramenná skříň tamtéž
- Socha lva, Jubilejní pomník u Chlumce (památník 100. výročí porážky francouzské armády spojeneckými vojsky koncem srpna 1813)[4]
- Válečné pomníky 1. světové války v Chlumu Svaté Maří, Františkových Lázních a Oberthorparku v Chebu
- Pomník padlým v I. světové válce v Hazlově (dříve Haslau)
- Pomník padlým v I. sv. válce v Chodové Plané
- Pomník padlým v první světové válce v Kaceřově (Katzengrün)
- Pomník padlých v I. světové válce v Paliči (Palitz), 1924[5]
- Sochy mezi okny prvního patra pražského Paláce Adria
- Mramorový vlys v hotelu Esplanade v Praze
- Atlant na budově České eskomptní banky a úvěrového ústavu v Chebu
- Kovář, 1922, červená žula, výška 77 cm, Vojenský historický ústav
- Mramorová postava "Kovář", původně v pražské moderní galerii. Postava inspirovala Rudolfa Haase v románu "Heimat in Ketten" (1924) k postavě sochaře Halmschlaga
- František (chlapec s rybou), Františkovy Lázně[6]
- Žehnající Kristus, původně na náhrobku v Horních Lomanech, dnes na Chebském hradě
- Kašna s chebským dudákem, Březinova ulice v Chebu
- Cechovní kašna, Kamenná ulice v Chebu
- Malé sochy a kamenné reliéfy, kachle a keramické reliéfy s tématy chebských celníků
- Pamětní deska Johanna Wolfganga Goetha na domu U Tří lilií ve Františkových Lázních
- Pamětní deska Johanna Wolfganga Goetha na Komorní hůrce u Františkových Lázní
- Pamětní deska Karla Siegla v Chebu
- Pomník Wilhelma Müllera ve Františkových Lázních
- Lesní pobožnost ve Františkových Lázních
- náhrobek německého filologa a profesora Ferdinanda Dettera (1864–1904), Olšanské hřbitovy[7][8]
- Rolandsgruppe pro sbor "Noriscia" ve Würzburgu

### Díla zničená a poškozená
- Pomník Friedricha Ludwiga Jahna na Špitálském vrchu v Chebu - ústřední celoněmecký pomník turnerského hnutí v podobě mohyly završené třemi orly, odstřelen po II. světové válce
- Památník císaře Františka Josefa I. na Střelnici v Jablonci nad Nisou, 1908 (odstraněno za 1. republiky)[9]
- Pomník padlým 73. chebského pěšího pluku v Chebu v prusko-rakouské válce
- Pomník padlým v 1. sv. válce ve Františkových Lázních (demolován, zachován sokl), Památkový katalog č. 1999992300
- Pomník padlým v první světové válce v Jesenici (Gassnitz), (po válce demolován, zachován sokl)
- Pomník padlým v 1. sv. válce v Lubenci (Lubenz) (zničený po r. 1945, na jeho místě pomník Rudé armádě)
- Pomník padlých v první světové válce v Tuřanech (Thurn) (zbylo torzo)
- Pomník padlým v první světové válce v Lubech (Schönbach) (částečně zničen, zbyla sochařská část)
- Pomník padlých v I. světové válce v Podhradu (Pograth) (zaplaveno přehradou Jesenice, část přenesena jinam)
- Pomník padlých v I. světové válce v Pomezí nad Ohří (Mühlbach) (rozvalen, zachováno torzo)
- Pomník padlých v I. světové válce ve Staré Vodě (Altwasser) (zničena plastika orla, poškozen)
- Pomník padlých v I. světové válce v Pelhřimově (Pilmersreuth) (plastická část se sochou jezdce nedochována)

### Sochařská výzdoba staveb

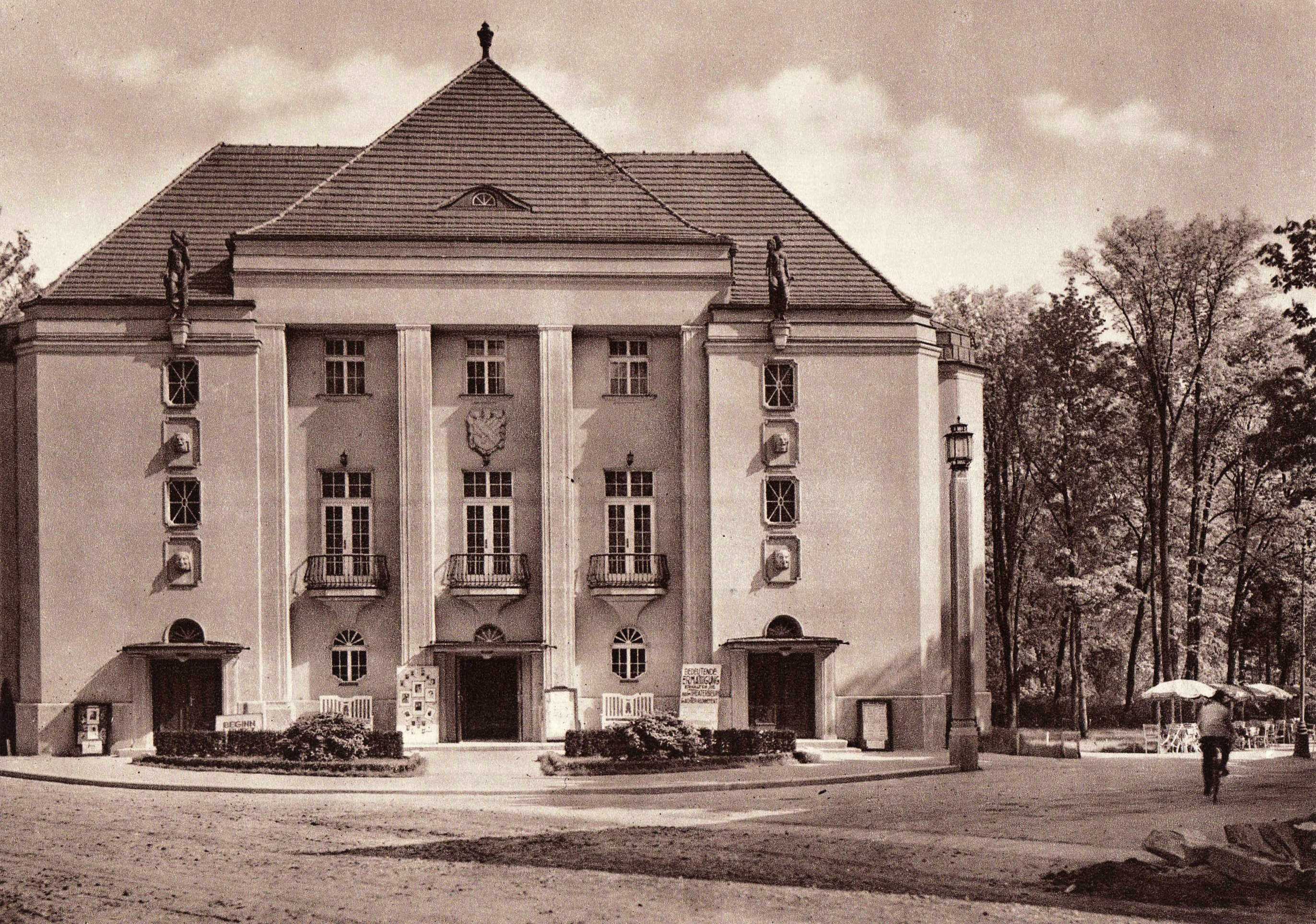
Městské divadlo ve Františkových Lázních
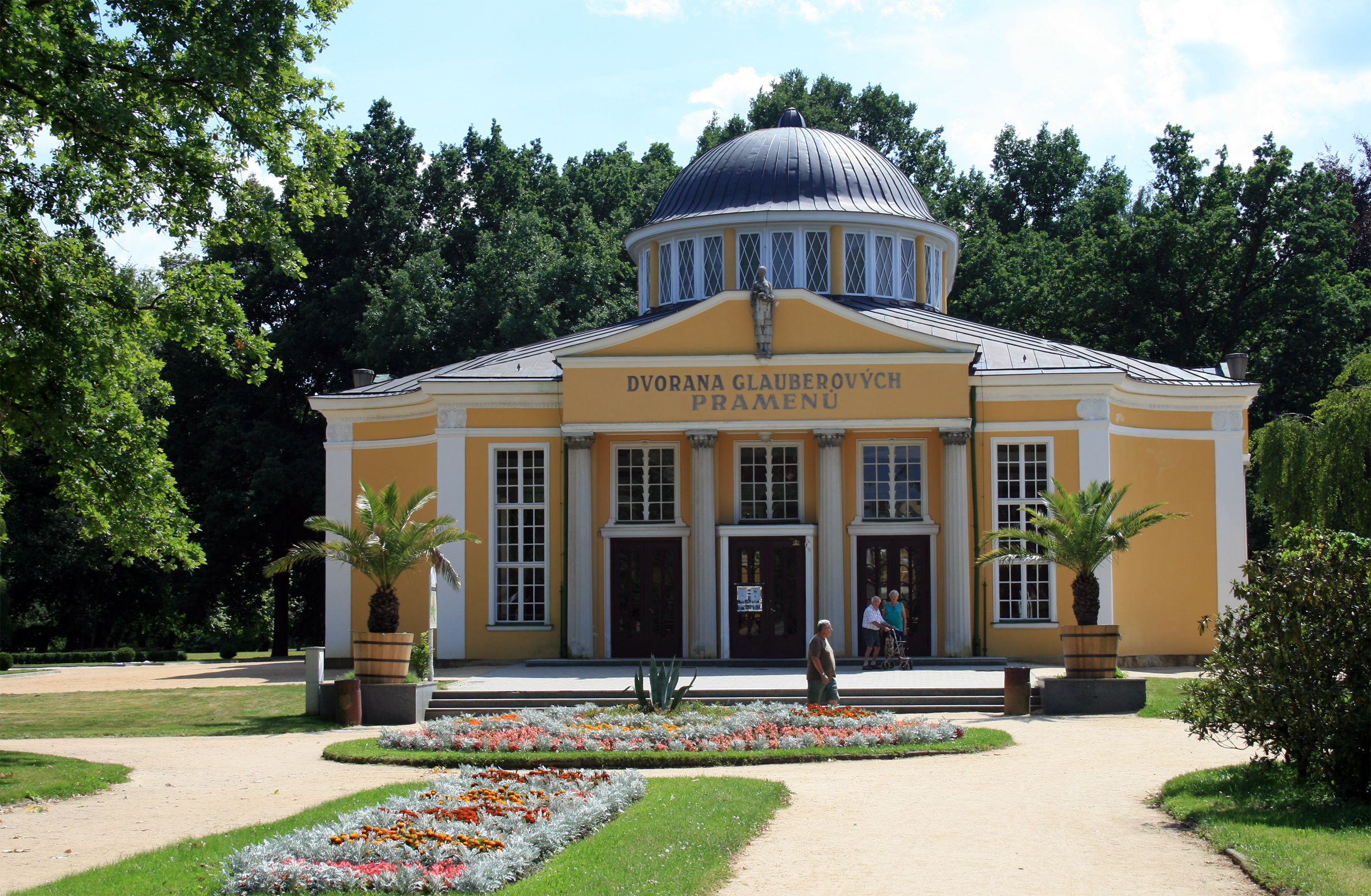
Alegorie pramene, Glauberovy prameny ve Františkových lázních
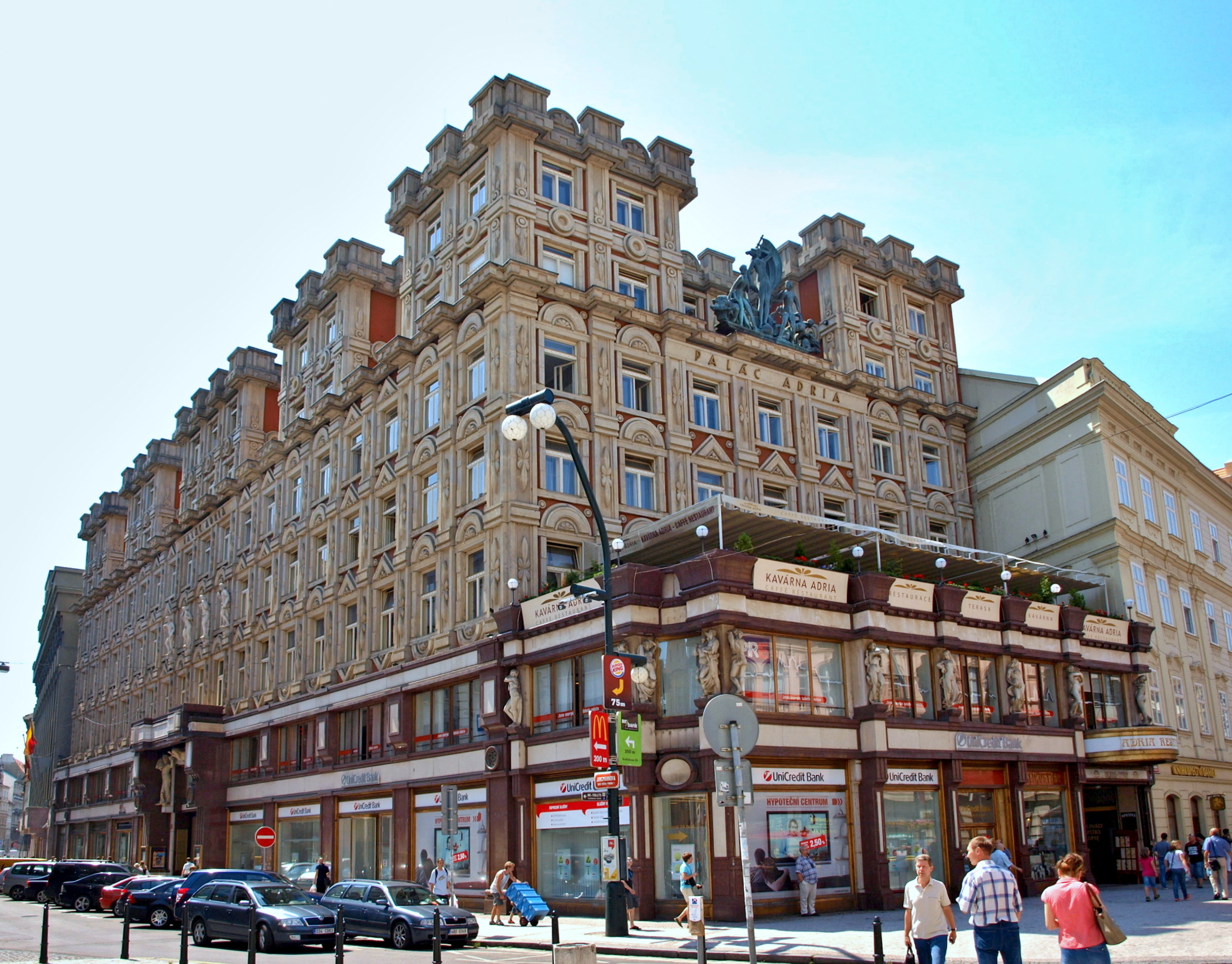
Palác Adria, Praha. Tančící postavy mezi okny v prvním patře jsou dílem Adolfa Mayerla
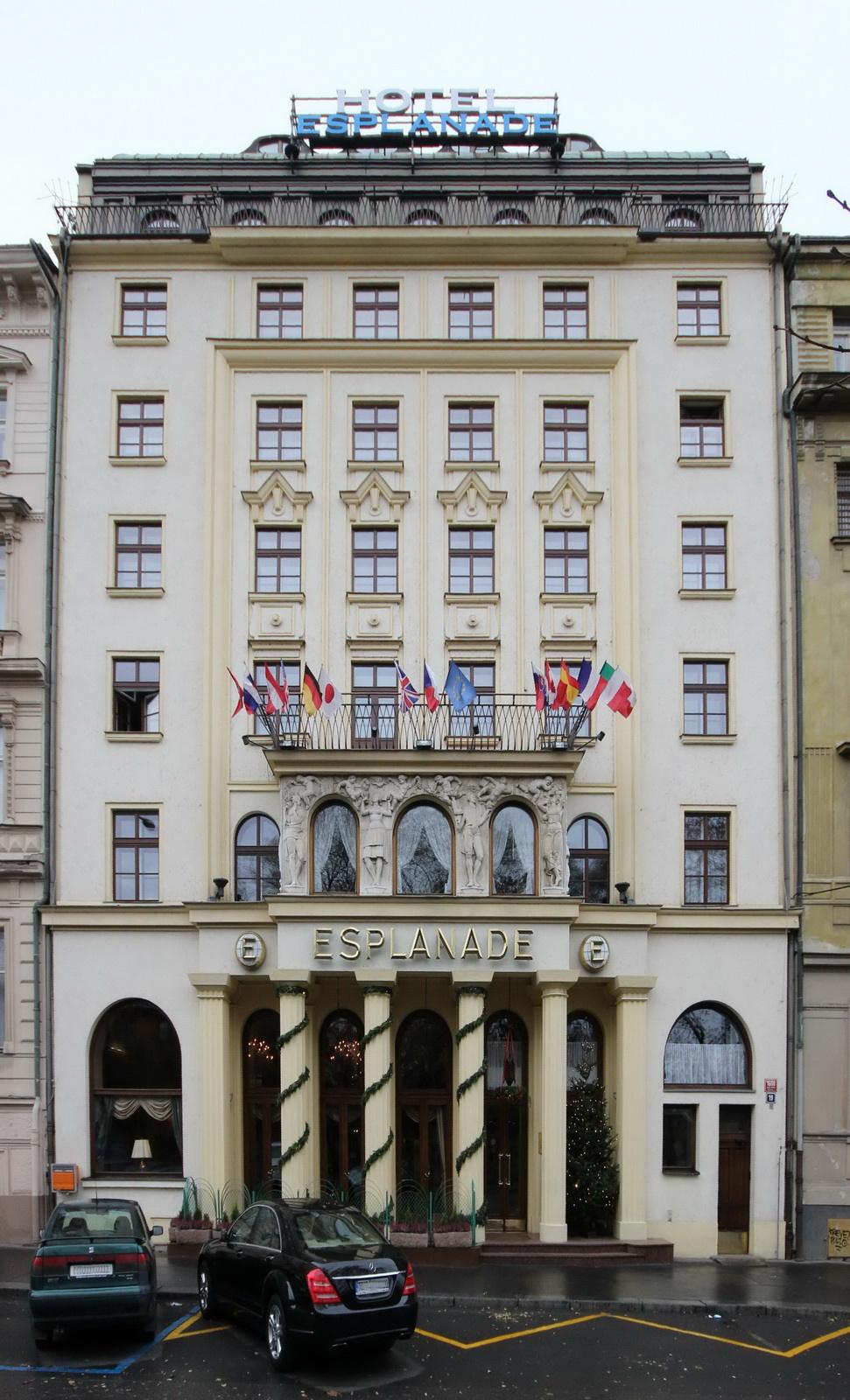
Hotel Esplanade, Praha